# Persone di cognome Fuller
| Questa pagina contiene informazioni ricavate automaticamente dalle voci biografiche con l'ausilio del template Bio e di un bot. L'aggiornamento è periodico e automatico e ricostruisce completamente la pagina. Se manca una persona in questa lista, sei pregato di non aggiungerla, ma accertati piuttosto che la sua voce biografica contenga il template Bio e che i dati anagrafici siano correttamente compilati. Se il template Bio manca, inseriscilo tu stesso o, in alternativa, metti l'avviso {{tmp\|Bio}} che ne segnala la mancanza. Se i dati riportati sono sbagliati, correggi direttamente la voce biografica; le modifiche saranno visibili in questa lista entro pochi giorni. Per chiarimenti vedi il progetto antroponimi. La lista contiene solo le 51 persone che sono citate nell'enciclopedia e per le quali è stato implementato correttamente il template Bio. Pagina aggiornata al 22 gen 2025. |

Questa è una lista di persone presenti nell'enciclopedia che hanno il cognome Fuller, suddivise per attività principale.

## Allenatori di pallacanestro(1)
- Gordon Fuller, allenatore di pallacanestro canadese (Windsor, n. 1894 - Tilbury, † 1968)

## Artiste(1)
- Florence Fuller, artista australiana (Port Elizabeth, n. 1867 - Gladesville, † 1946)

## Atleti paralimpici(1)
- Neil Fuller, atleta paralimpico australiano (Shoreham-by-Sea, n. 1969)

## Attori(4)
- Drew Fuller, attore e ex modello statunitense (Atherton, n. 1980)
- Kurt Fuller, attore statunitense (San Francisco, n. 1953)
- Lance Fuller, attore statunitense (Somerset, n. 1928 - Los Angeles, † 2001)
- Robert Fuller, attore statunitense (Chicago, n. 1933)

## Attrici(5)
- Amanda Fuller, attrice statunitense (Sacramento, n. 1984)
- Dale Fuller, attrice statunitense (Santa Ana, n. 1885 - Pomona, † 1948)
- Dolores Fuller, attrice e cantautrice statunitense (South Bend, n. 1923 - Las Vegas, † 2011)
- Mary Fuller, attrice e sceneggiatrice statunitense (Washington, n. 1888 - Washington, † 1973)
- Penny Fuller, attrice statunitense (Durham, n. 1940)

## Calciatori(2)
- Charlie Fuller, calciatore inglese (n. 1919 - Isola di Sheppey, † 2004)
- Ricardo Fuller, ex calciatore giamaicano (Kingston, n. 1979)

## Cantanti(2)
- Blind Boy Fuller, cantante e chitarrista statunitense (Wadesboro, n. 1907 - Durham, † 1941)
- Bobby Fuller, cantante e chitarrista statunitense (Baytown, n. 1942 - Los Angeles, † 1966)

## Cestisti(6)
- Homer Fuller, cestista e allenatore di pallacanestro statunitense (Annona, n. 1920 - Dallas, † 2007)
- Tony Fuller, ex cestista e allenatore di pallacanestro statunitense (Detroit, n. 1958)
- Carl Fuller, ex cestista statunitense (St. Augustine, n. 1946)
- Hiram Fuller, ex cestista statunitense (East St. Louis, n. 1981)
- J.C. Fuller, cestista statunitense (Sioux City, n. 1994)
- Todd Fuller, ex cestista statunitense (Fayetteville, n. 1974)

## Danzatrici(1)
- Loïe Fuller, danzatrice e attrice teatrale statunitense (Fullersburg, n. 1862 - Parigi, † 1928)

## Drammaturghi(1)
- Charles Fuller, drammaturgo e sceneggiatore statunitense (Filadelfia, n. 1939 - Toronto, † 2022)

## Generali(1)
- John F.C. Fuller, generale e storico britannico (Chichester, n. 1878 - Chichester, † 1966)

## Giocatori di football americano(7)
- Corey Fuller, giocatore di football americano statunitense (Baltimora, n. 1990)
- Curtis Fuller, ex giocatore di football americano e allenatore di football americano statunitense (Fort Worth, n. 1978)
- Jordan Fuller, giocatore di football americano statunitense (n. 1998)
- Kendall Fuller, giocatore di football americano statunitense (Baltimora, n. 1995)
- Kyle Fuller, giocatore di football americano statunitense (Baltimora, n. 1992)
- Kyle Fuller, giocatore di football americano statunitense (Duncanville, n. 1994)
- Steve Fuller, ex giocatore di football americano statunitense (Enid, n. 1957)

## Modelle(1)
- Thilda Fuller, modella francese (Parigi)

## Musicisti(1)
- Jesse Fuller, musicista statunitense (Jonesboro, n. 1896 - Oakland, † 1976)

## Pittori(1)
- Isaac Fuller, pittore inglese (n. 1606 - Londra, † 1672)

## Politici(2)
- John Fuller, politico e filantropo britannico (North Stoneham, n. 1757 - Londra, † 1834)
- Melville Weston Fuller, politico, avvocato e giurista statunitense (Augusta, n. 1833 - Sorrento, † 1910)

## Presbiteri(1)
- Reginald H. Fuller, presbitero, biblista e teologo britannico (Horsham, n. 1915 - Richmond, † 2007)

## Produttori cinematografici(1)
- Bradley Fuller, produttore cinematografico statunitense (n. 1965)

## Produttori discografici(1)
- Simon Fuller, produttore discografico e produttore televisivo britannico (Hastings, n. 1960)

## Registi(2)
- Lester Fuller, regista statunitense (New York City, n. 1908 - Los Angeles, † 1962)
- Samuel Fuller, regista, sceneggiatore e produttore cinematografico statunitense (Worcester, n. 1912 - Los Angeles, † 1997)

## Sceneggiatori(1)
- Bryan Fuller, sceneggiatore e produttore televisivo statunitense (Lewiston, n. 1969)

## Scenografi(1)
- Leland Fuller, scenografo statunitense (Riverside, n. 1899 - Hollywood, † 1962)

## Sciatori alpini(1)
- Ron Fuller, ex sciatore alpino statunitense (n. 1955)

## Scrittori(2)
- Errol Fuller, scrittore e pittore inglese (Blackpool, n. 1947)
- Thomas Fuller, scrittore, medico e storico inglese (Rosehill, n. 1654 - † 1734)

## Scrittrici(1)
- Claire Fuller, scrittrice britannica (Oxfordshire, n. 1967)

## Storici(1)
- Thomas Fuller, storico e presbitero britannico (Northamptonshire, n. 1608 - Londra, † 1661)

## Trombonisti(1)
- Curtis Fuller, trombonista statunitense (Detroit, n. 1934 - † 2021)

## Wrestler(1)
- Rick Fuller, wrestler statunitense (Middleborough, n. 1969)